# Krośnice (Basse-Silésie)
Pour les articles homonymes, voir Krośnice.
Krośnice est une localité polonaise, siège de la gmina de Krośnice, située dans le powiat de Milicz en voïvodie de Basse-Silésie.